# Réseaux transeuropéens
Les réseaux transeuropéens (RTE) dans les secteurs des infrastructures du transport, de l'énergie et des télécommunications, servent à interelier toutes les régions de l'Union européenne. 

## Objectifs
Le traité de Maastricht a chargé l'Union européenne d'établir et de développer des réseaux transeuropéens afin de contribuer au développement du marché intérieur, de renforcer la cohésion économique et sociale, de relier les régions insulaires, enclavées et périphériques aux régions centrales de l'Union .
Trois classes de réseaux ont été définies par le traité:
- Réseaux transeuropéens de transport (RTE-T)
- Réseaux transeuropéens d'énergie (RTE-E ou RTE-Énergie)
- Réseaux transeuropéens de télécommunications (eTEN)

## Mesures législatives

### Transports
La politique en matière d'infrastructures de transport vise à transformer la diversité  actuelle des routes, chemins de fer, voies navigables, aéroports, ports maritimes et intérieurs, et terminaux rail-route européens en un réseau unifié. 
La politique vise à la mise en place d'un réseau global (assurant des liaisons efficaces vers tous les pays de l’UE) et d'un réseau central (composé des éléments du réseau global les plus importants sur le plan stratégique). Les projets qui s’inscrivent dans le réseau global devraient être finalisés d’ici à la fin de 2050, tandis que ceux qui font partie du réseau central devraient satisfaire aux critères RTE-T d’ici à la fin de 2030.

### Énergie
Les réseaux d'énergie comprennent les réseaux d'électricité, de gaz, de chauffage urbain, de refroidissement et de pétrole ainsi que les réseaux de transport de CO2. En outre, l'UE range dans ce domaine le stockage de CO2, d'hydrogène, de gaz naturel et d'électricité.
Les objectifs actuels de l'union européenne sont la diversification des sources d'approvisionnement, l'amélioration de la sécurité d'approvisionnement par un renforcement des relations avec les pays tiers (pays en voie d'adhésion et autres pays riverains des mers Méditerranée, Noire et Caspienne, du Moyen-Orient et du golfe Persique), l'extension des réseaux aux nouveaux États membres et l'accès des régions insulaires, enclavées et périphériques aux réseaux d'énergie.